# رنو ۱۸
رنو ۱۸ یک خودروی خانوادگی بزرگ است که بین سالهای ۱۹۷۸ و ۱۹۸۹ توسط شرکت فرانسوی رنو تولید می‌شد و تولید آن در آمریکای جنوبی تا سال ۱۹۹۴ ادامه داشت.
این خودرو جانشین رنو ۱۲ و مدل قبلی رنو ۲۱ و رنو ۱۹ می‌باشد.

## تولید

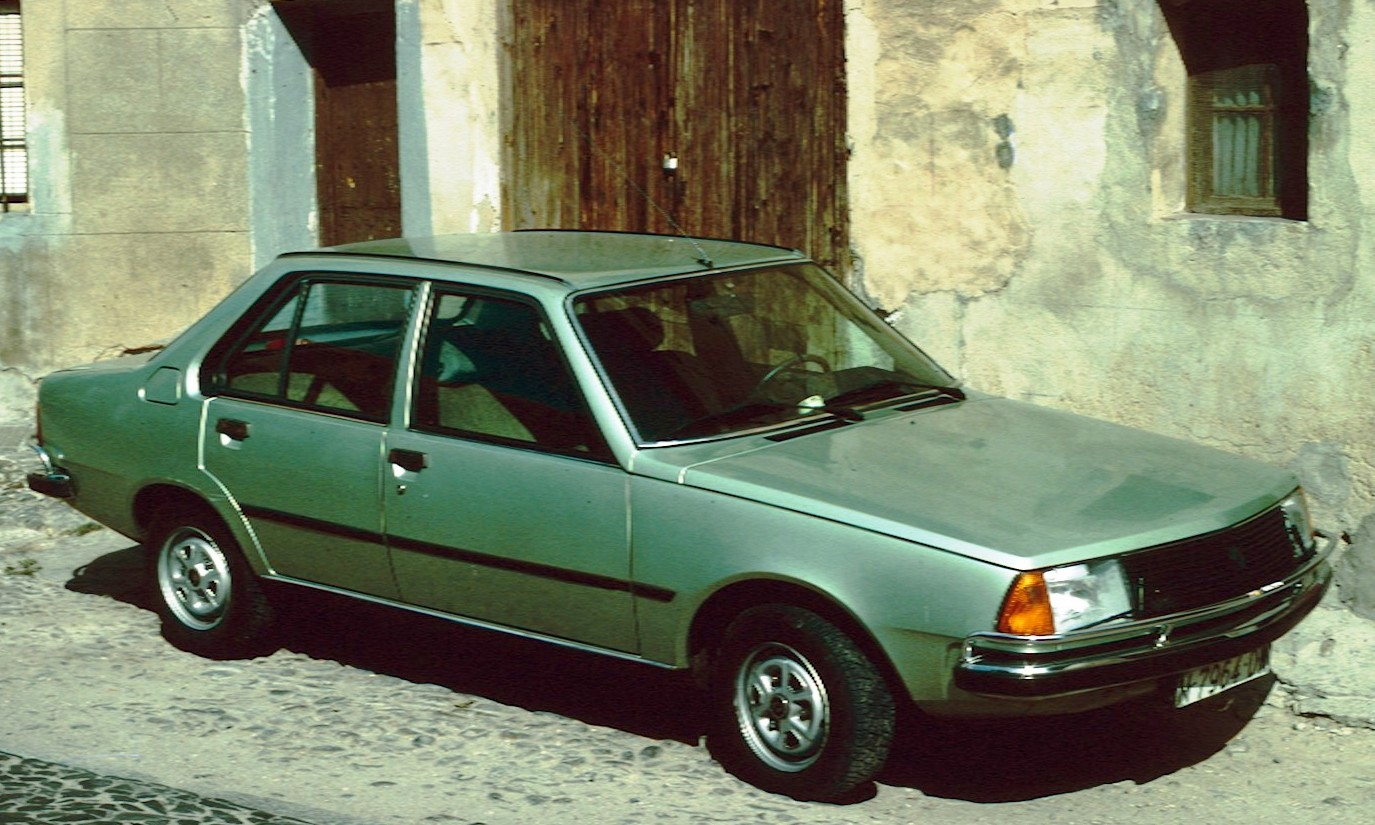
رنو ۱۸

رنو ۱۸ به عنوان جایگزینی برای رنو ۱۲ در نظر گرفته شده بود، که از سال ۱۹۶۹ در حال تولید بود، اگرچه رنو ۱۲ در کنار ۱۸ تا ۱۹۸۰ تولید می‌شد.
رنو ۱۸ در دسامبر ۱۹۷۷ در کارخانه رنو فلینز فرانسه تولید شد. این خودرو در مارس ۱۹۷۸ در سالن ژنو ارائه شد و فروش آن از ماه بعد آغاز شد.
در ابتدا، این خودرو فقط به عنوان یک سدان چهار در در دسترس بود که بعداً نسخهٔ هاچ‌بک این خودرو هم عرضه شد، این خودرو در تیپ‌های مختلفی عرضه می‌شد در مدل‌های تی‌ال، جی‌تی‌ال، تی‌اس و جی‌تی‌اس. تی‌ال و جی‌تی‌ال از سال ۱۹۹۷ به موتور کلئون مجهز بودند، که ۶۴ اسب بخار تولید می‌کرد هر دو مدل دارای جعبه‌دندهٔ چهار سرعتهٔ دستی بودند.

## رنو ایو
رنو ۱۸ همچنین پایه و اساس خودروی تحقیقاتی «رنو ایو» را ایجاد کرد. این اتومبیل مفهومی تجربی کم مصرف، مجهز به موتور ۱٫۱ لیتری از رنو ۵، پیشرفته‌ترین ریز پردازنده میکرو رایانه، مجموعه ای از سنسورهای تخصصی، کاربراتور کنترل الکترونیکی، انتقال اتوماتیک مداوم متغیر، و همچنین آیرودینامیک بود.

## نگارخانه

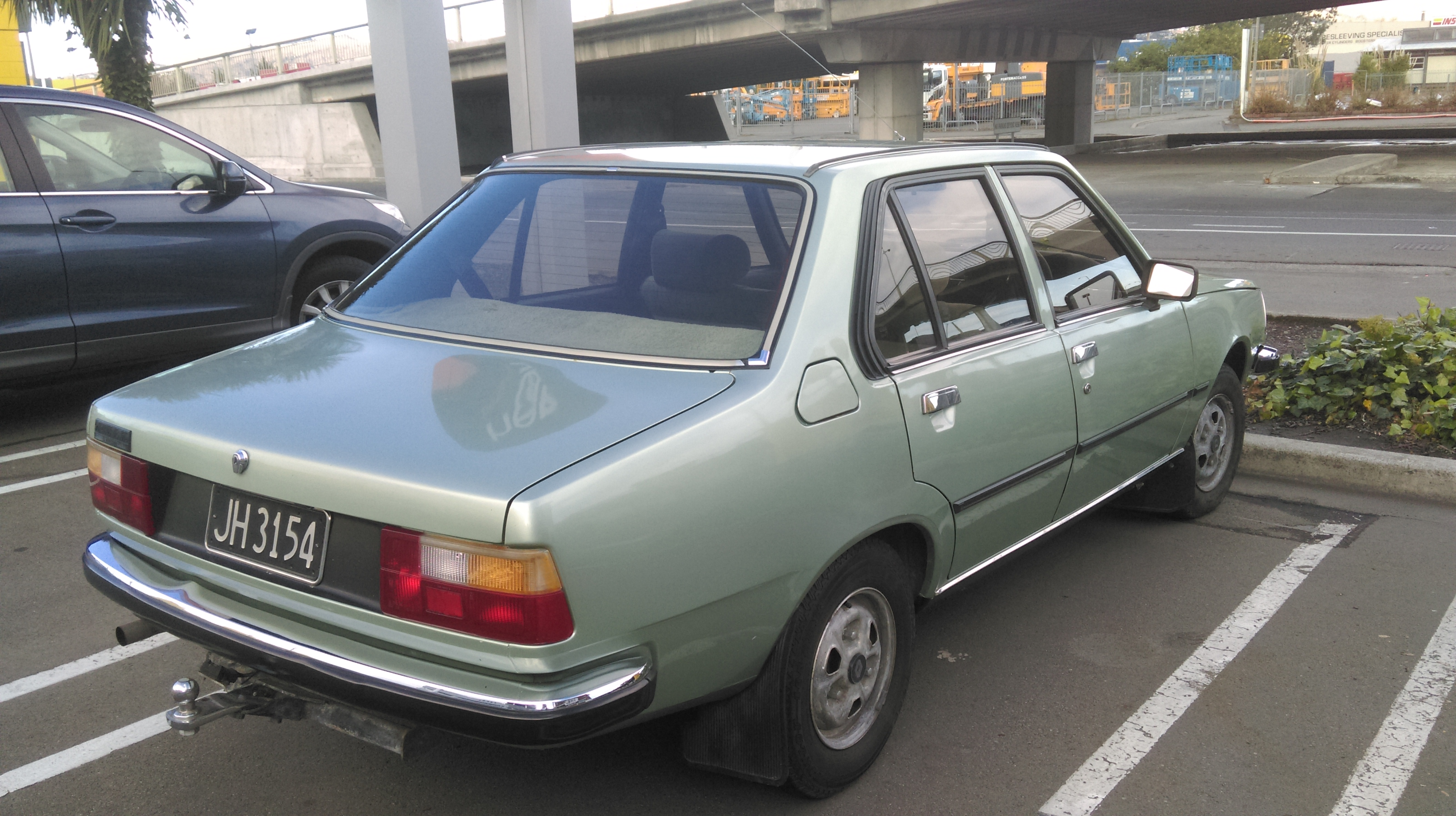
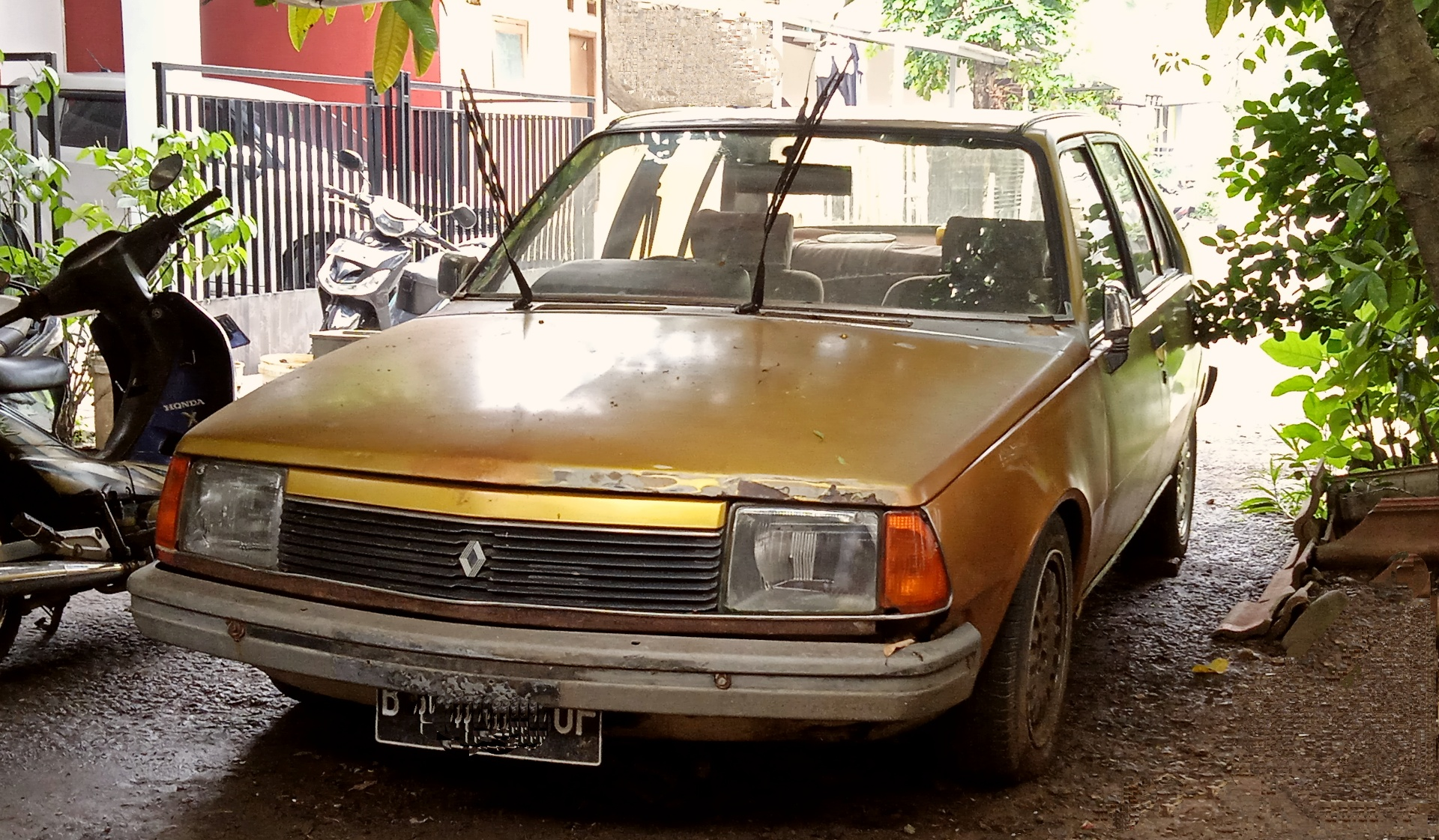

## مشخصات
| مدل           | سال‌های تولید | اندازه موتور                                |
| ------------- | ------------ | ------------------------------------------- |
| رنو ۱۸ تی‌ال   | ۱۹۷۸–۱۹۸۶    | ۱۳۹۷ سی‌سی                                   |
| رنو ۱۸ جی‌تی‌ال | ۱۹۷۸–۱۹۸۶    | ۱۳۹۷ سی‌سی (۱۹۷۸–۱۹۸۲) ۱۶۴۷ سی‌سی (۱۹۸۲–۱۹۸۶) |
| رنو ۱۸ ال‌اس   | ۱۹۷۹–۱۹۸۱    | ۱۶۴۷ سی‌سی                                   |
| رنو ۱۸ تی‌اس   | ۱۹۷۸–۱۹۸۲    | ۱۶۴۷ سی‌سی                                   |
| رنو ۱۸ جی‌تی‌اس | ۱۹۷۸–۱۹۸۳    | ۱۶۴۷ سی‌سی                                   |
| رنو ۱۸ تی‌دی   | ۱۹۸۰–۱۹۸۵    | ۲۰۶۸ سی‌سی دیزل                              |
| رنو ۱۸ جی‌تی‌دی | ۱۹۸۰–۱۹۸۶    | ۲۰۶۸ سی‌سی دیزل                              |